# 法国公共工程学校
公共工程、房屋与工业专门学校（法語：École spéciale des travaux publics, du bâtiment et de l'industrie）是法国的一所工程师学校，一般简称为公共工程学校。

## 知名校友
- 摩谢·费登奎斯
- 华南圭
- 华揽洪